# NGC 477
NGC 477は、アンドロメダ座の方角にある渦巻銀河である
}。地球から約2.5億光年離れている。1786年10月18日にイギリスの天文学者ウィリアム・ハーシェルが発見した。
この銀河の中で、SN 2002jyという超新星（Ia型超新星、16.3等級）が1つ観測されている。